# Distretto di Korea
Il distretto di Korea è un distretto del Chhattisgarh, in India, di 585 455 abitanti. Il suo capoluogo è Baikunthpur.